# Ерік Равіліус
Ерік Вільям Равіліус (англ. Eric William Ravilious; 22 липня 1903, Лондон, Велика Британія — 2 вересня 1942, Кальдадарнес, Ісландія) — британський художник, дизайнер, ілюстратор книг і гравер по дереву. Народився у Лондоні, виріс у Східному Сассексі. Відомий своїми акварелями Саут-Даунс, в яких англійські краєвиди та національний колорит передаються з незвичайною модерністською чуттєвістю та ясністю. У роки Другої світової війни служив військовим художником і загинув в авіакатастрофі в Ісландії.

## Біографія
Равіліус народився 22 липня 1903 року на Черчфілд-роуд в Актоні (район на заході Лондона), у родині Френка Равіліуса та його дружини Емми (уродженої Форд). Коли він був ще маленьким, сім'я переїхала до Істборна у Сассексі, де його батьки володіли антикварним магазином.
Равіліус здобув освіту в Істборнській гімназії. У 1919 році він вступив до Істборнського художнього коледжу, у 1922 році почав навчання у Школі дизайну Королівського художнього коледжу, де незабаром потоваришував з Едвардом Боденом. З 1924 року навчався у Пола Неша, який заохочуючи захоплення Равіліуса ксилографією, був доволі вражений його роботами та запропонував членство у Товаристві ксилографів у 1925 році, всіляко допомагаючи молодому художнику отримувати замовлення.
У 1925 році Равіліус отримав стипендію для подорожі до Італії, під час якої відвідав Флоренцію, Сієну та міста Тоскани. Після цього він почав викладати в Істборнській школі мистецтв, з 1930 року — у Королівському коледжі мистецтв. У тому ж році він одружився з художницею та граверисткою Ейлін Люсі «Тірзе» Гарвуд. У них було троє дітей: Джон Равіліус (1935—2014); фотограф Джеймс Ревіліус (1939—1999); Енн Ульманн (1941–), автор і редактор книг про своїх батьків і їхню роботу.
Між 1930 і 1932 роками Равіліус із дружиною жили в Гаммерсміті, на заході Лондона, де з вікон їхнього будинку відкривався вид на річку, де вони купалися та влаштовували перегони на човнах. Коли Равіліус закінчив ККМ, то разом зі своїм другом Боуденом переселився до Грейт-Бардфілда та почав досліджувати сільську місцевість Ессекса у пошуках сюжетів для малювання. Спочатку, до 1934 року, Равіліус і Гарвуд жили в одному будинку з Боуденом і його дружиною Шарлоттою Ептонгод, але потім орендували будинок у замку Гедінгем.
Свою першу персональну виставку «Виставка акварельних малюнків» Равіліус провів у листопаді 1933 року у галереї Цвеммер у Лондоні. На ній було продано 20 із 37 виставлених робіт. Друга виставка, проведена там же у лютому 1936 року, знову мала успіх: 28 з 36 виставлених робіт були продані. Третя персональна виставка Равіліуса відбулася у галереї Arthur Tooth & Sons у 1939 році.
Ще до початку Другої світової війни Равіліус дотримувався антифашистських настроїв, зокрема надавав у 1937 році свої роботи на виставку «Художники проти фашизму». Равіліус був активним учасником кампанії Міжнародної асоціації художників із підтримки республіканців у Громадянській війні в Іспанії.
З початком війни він зібрався йти в армію солдатом, але піддавшись вмовлянням друзів передумав і приєднався до Королівського корпусу спостерігачів (Royal Observer Corps) у Гедінгемі. Потім у грудні 1939 року його прийняли штатним художником до Комітету військових художників (War Artists' Advisory Committee). Він отримав звання почесного капітана Королівської морської піхоти.
Його зарахували до адміралтейства, і він почав службу у лютому 1940 року на корабельні Чатем. Там, він малював кораблі біля пристані, повітряні кулі загородження та різні берегові споруди. Двох моряків, зображених Равіліусом, пізніше нагородили хрестом «За видатні заслуги».
24 травня 1940 року Равіліус відплив до Норвегії на борту HMS Highlander, який супроводжував «Глорієс», і сили, відправлені для захоплення Нарвіка. Після повернення з Норвегії Равіліуса відправили до Портсмута, де він малював інтер'єри підводних човнів у Госпорті та берегову оборону в Ньюгейвені.
Після того, як у квітні 1941 року народилася третя дитина Равіліуса, сім'я переїхала з Грейт-Бардфілда на ферму Айронбрідж недалеко від Шалфорда, Ессекс. Орендна плата за цю ферму виплачувалася частково готівкою, а частково картинами, які є небагатьма приватними роботами Равіліуса виконаними під час війни. У жовтні 1941 року Равіліус перебрався до Шотландії, провівши шість місяців у Дуврі. У Шотландії Равіліус спочатку зупинявся з Джоном Нешем та його дружиною у їхньому котеджі на затоці Ферт-оф-Форт, де малював судна морського конвою з сигнальної станції на острові Мей та гідролітаки на авіабазі в Данді.
На початку 1942 року Равіліуса відправили до Йорка, та коли його дружина захворіла, йому дозволили вирушити на найближчу до будинку базу Королівських ВПС, де він перебував до її одужання. У той час він почав регулярно літати на «Тайгер Мот» з бази Королівських ВПС у Sawbridgeworth і робити нариси у польоті із задньої кабіни літака.
На борту Lockheed Hudson Mk III 28 серпня 1942 року Равіліус прилетів до Рейк'явіка в Ісландії, а потім попрямував до Кальдадарнесу на базу Королівських ВПС. У день його прибуття, 1 вересня, один із Lockheed Hudson 48-ї ескадрильї Королівських ВПС не повернувся з патруля. На світанку наступного ранку на пошуки зниклого літака відправили три літаки, і Равіліус вирішив приєднатися до одного з екіпажів. Літак, на якому він знаходився, також не повернувся, і після чотирьох днів подальших пошуків Равіліуса та екіпажу із чотирьох осіб оголосили загубленими в бою. Тіло Равіліуса так і не було знайдено. Пам'ять про Равіліуса увічнена на чатемському військово-морському меморіалі, розташованому в місті Чатем (графство Кент, Великобританія).
У 1946 році вдова Равіліуса вийшла заміж за англо-ірландського радіопродюсера Генрі Суонзі.

## Творчість

### Гравюри й ілюстрації

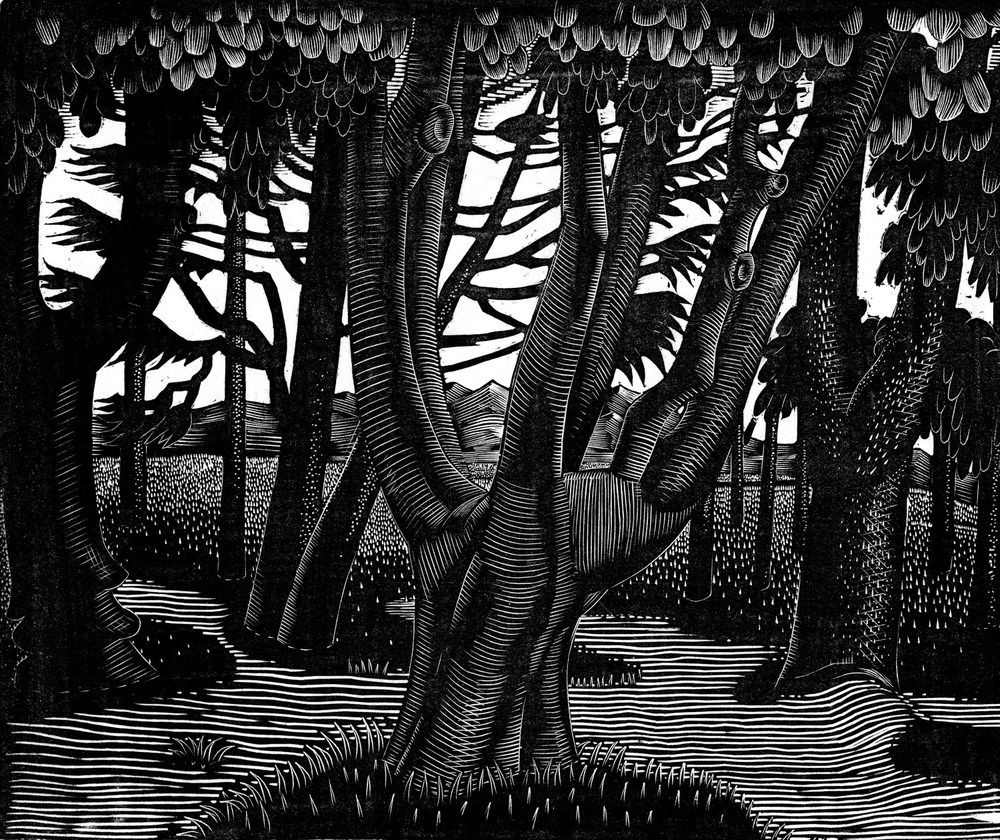
Ксилографія «Ліс за Флоренцією», 1925

За життя Равіліус намалював понад 400 ілюстрацій та створив понад 40 ксилографій для книг та журналів. Його першим замовленням 1926 року було ілюстрації для роману для лондонського видавництва Джонатана Кейпа. Потім він ілюстрував для видавництв Lanston Corporation, Golden Cockerel Press, Curwen Press і Cresset PressLanston. Його ксилографія із зображенням двох джентльменів вікторіанської епохи, що грають у крикет, з'являлася на обкладинці кожного випуску альманаху Wisden Cricketers з 1938 року.
У середині 1930-х років Равіліус зайнявся літографією, зробивши відбиток гавані Ньюгейвен для схеми «Сучасні літографії» та набір повносторінкових літографій, переважно інтер'єрів магазинів, для книги «High Street» з текстом Дж. М. Річардса. Після свого походу на підводному човні під час війни він зробив серію літографій про підводні човни.

### Фрески
У 1928 році Равіліус, Боден і Чарлз Магоні намалювали серію фресок у Морлі-коледжі на півдні Лондона, над якими вони працювали протягом цілого року. Їхні роботи були описані Дж. М. Річардсом як «чіткі у деталях, чисті кольори, з дивним гумором у їхніх маріонеткових фігурах» і «дивовижний відхід від традицій настінного живопису того часу», але їх знищило бомбардування у 1941 році.
На початку 1933 Равіліус і його дружина писали фрески в готелі «Midland» у Моркамі, у 1934 році Равіліосу доручили намалювати фрески на стінах чайної кімнати на пірсі Вікторія в Колвін-Бей. Після часткового обвалення пірса фрески довго вважалися невідновлюваними, але до березня 2018 року одну з фресок частково відновили та не виключена можливість врятувати частини з другої фрески.

### Дизайнерські роботи

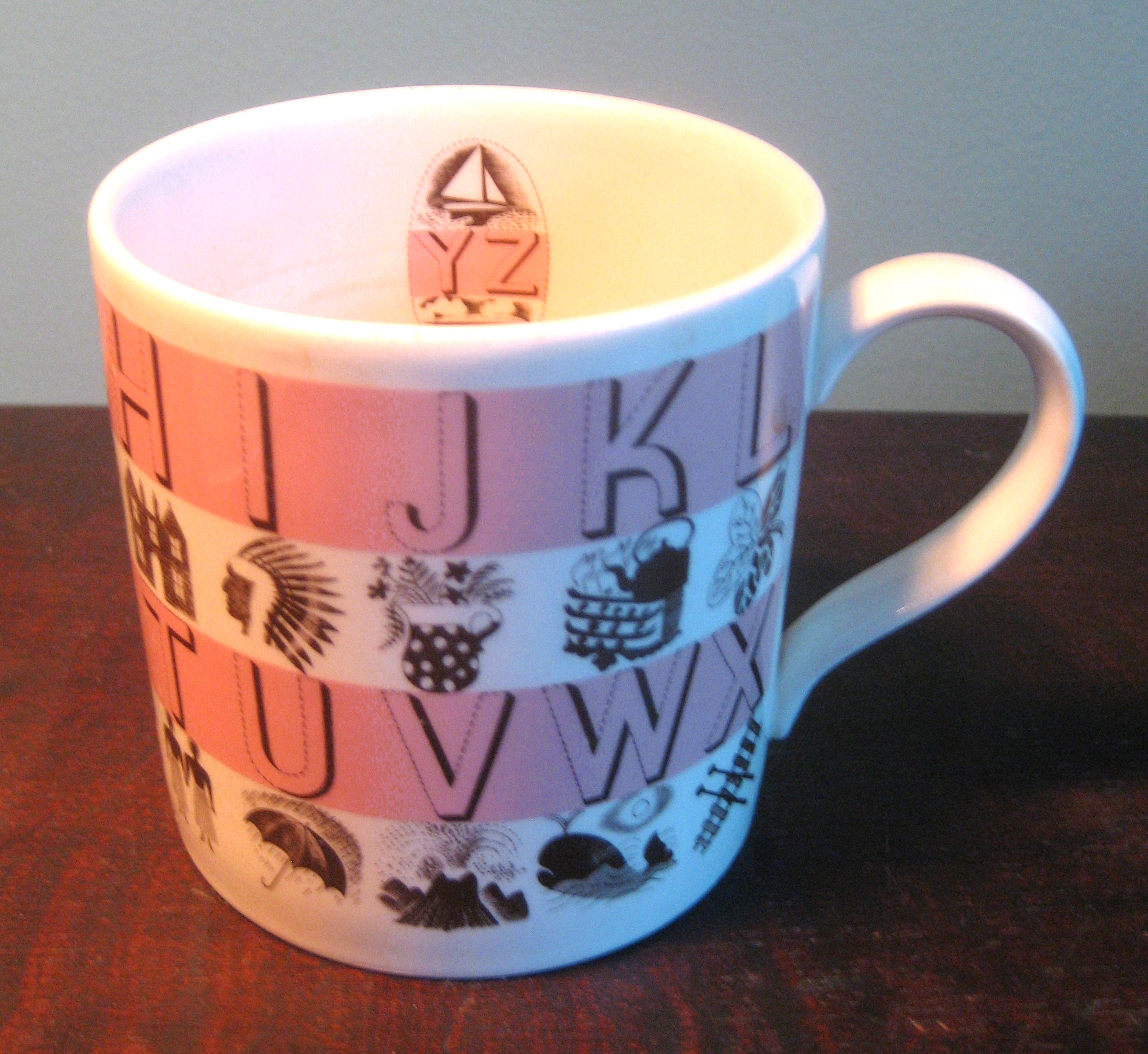
Кухоль Alphabet, 1937

Після успіху своєї другої виставки Равіліус отримав замовлення на дизайн порцелянового посуду від знаменитої британської фірми Веджвуд. Він створив дизайн пам'ятного кухля на ознаменування невдалої коронації Едуарда VIII; зовнішній вигляд якого переглянули до коронації Георга VI.
Серед інших його дизайнерських робіт — кухоль Alphabet (1937), порцелянові чайні сервізи Afternoon Tea (1938), Travel (1938) та Garden Implements (1939), а також кубок для Дня човнових перегонів у 1938 році. Випуск посуду з дизайном від Равіліуса продовжувався й у 1950-х роках, а дизайн пам'ятного кухля для коронації посмертно переробили до коронації Єлизавети II у 1953 році.
Равіліус також займався дизайном скла для Stuart Crystal у 1934 році, графічною рекламою для лондонського транспорту та дизайном меблів для Dunbar Hay у 1936 році.

### Акварелі

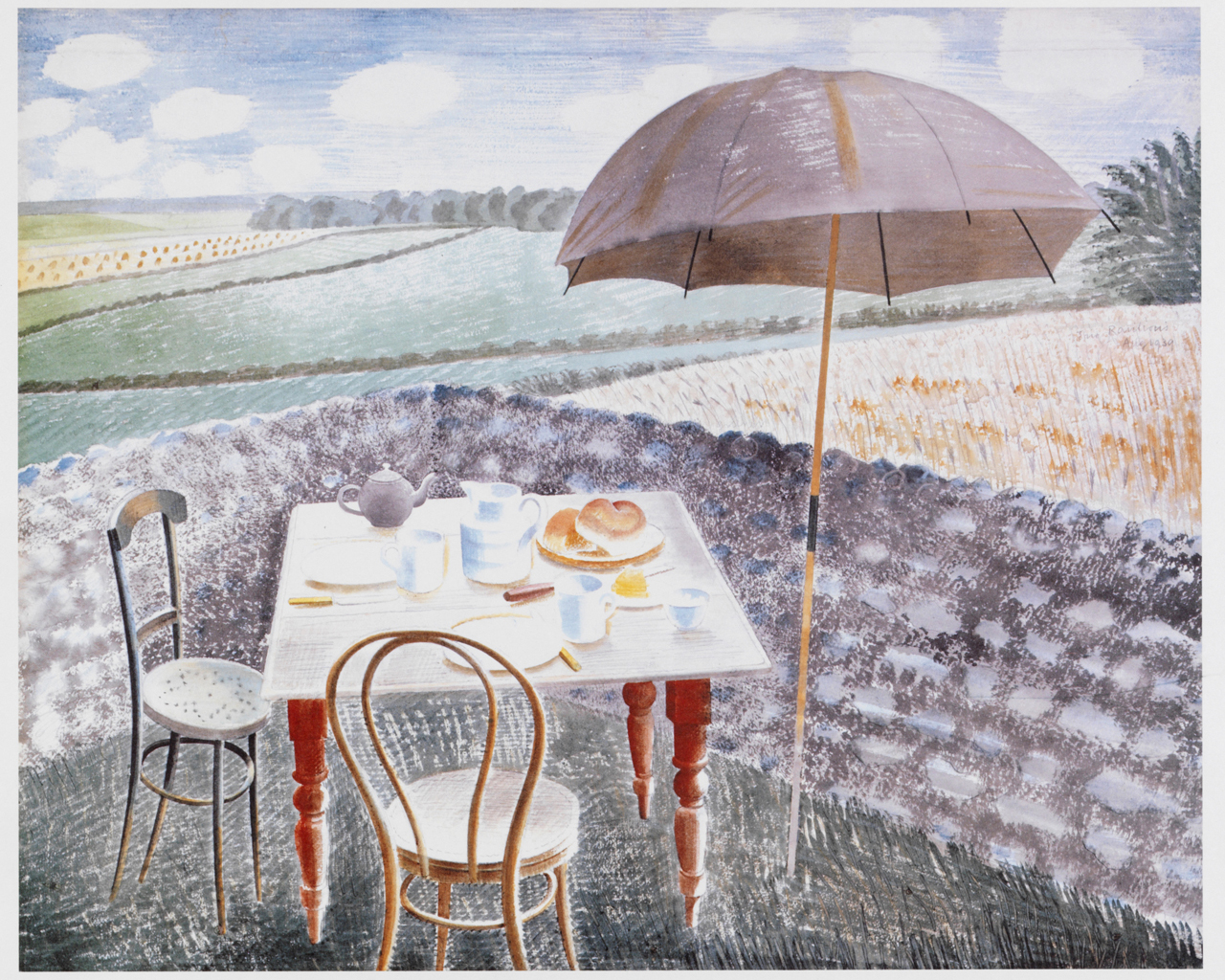
Чай у Ферлонгу, 1939

За винятком коротких експериментів з олією у 1930 році, Равіліус малював майже виключно аквареллю. Особливо вирізняються незвичайною модерністською чуттєвістю та ясністю його акварельні пейзажі крейдових пагорбів Саут-Даунс навколо Беддінгема. Равіліус часто повертався туди в пошуках натхнення та говорив, що «перебування там повністю змінило мій світогляд і спосіб малювання, я думаю, тому що колір пейзажу був таким прекрасним, а дизайн настільки красивим очевидним… що мені просто довелося відмовитися від моїх ксилографій». Деякі з його відомих робіт, як-от «Чай у Ферлонгу», були написані саме там.

## Виставки
Виставка «Ерік Равіліус 1903—1942», організована Фондом Віктора Беттл-Лея, проходила у Колчесторі у 1972 році. На виставці 2009 року, там же, були представлені зокрема й роботи Равіліуса.
З квітня до серпня 2015 року проходила виставка понад 80 акварельних робіт у Даліджській картинній галереї.
До 75-річчя з дня смерті митця відбулась виставка робіт Равіліуса та його друзів і партнерів, серед них: Джон Неш, Томас Геннель, Едвард Бодем.

## Галерея

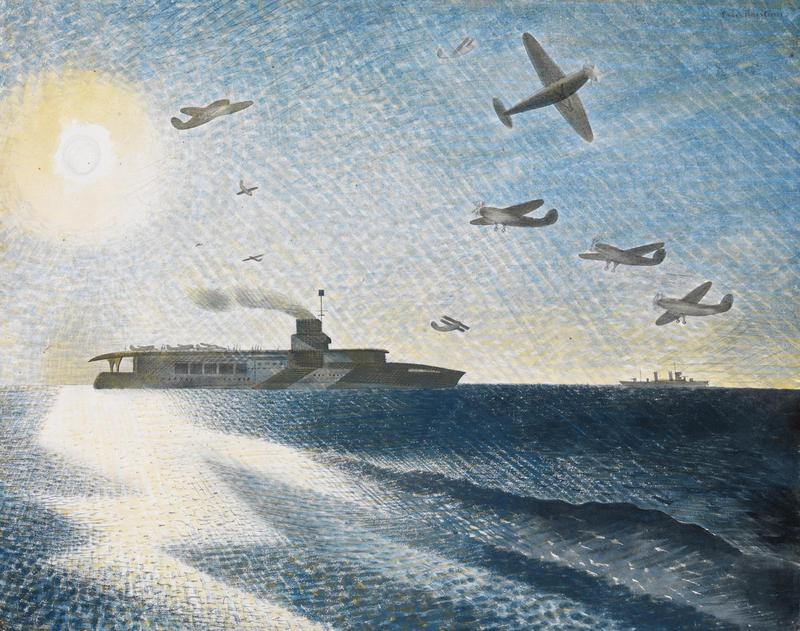
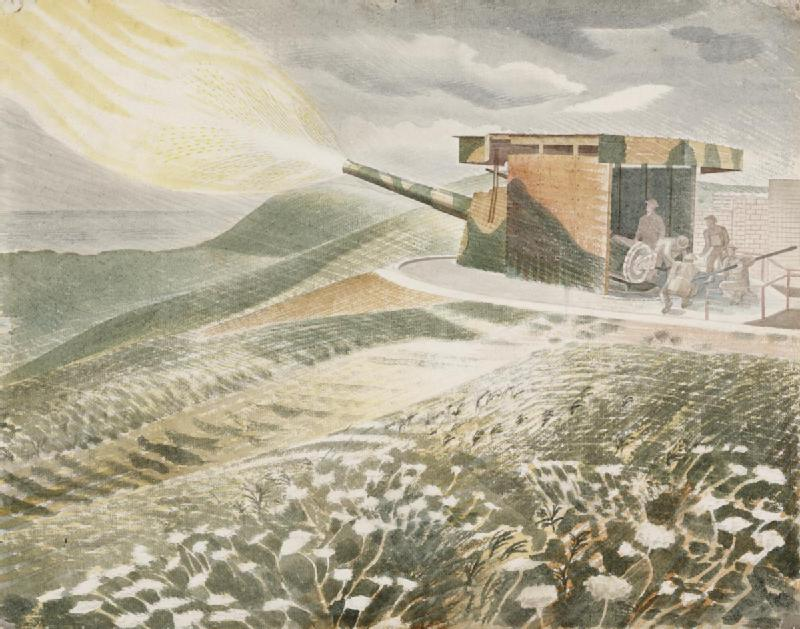
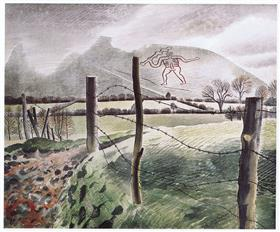
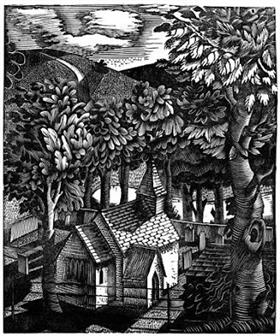
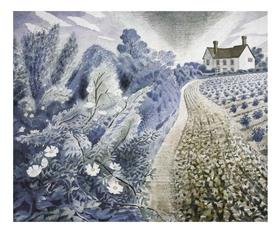
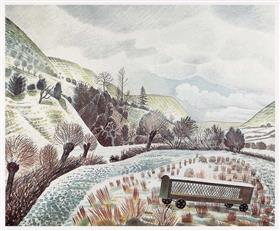
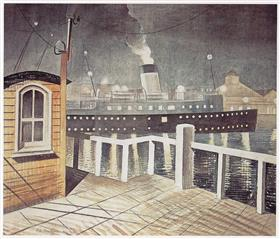
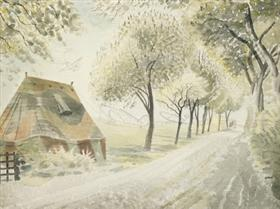
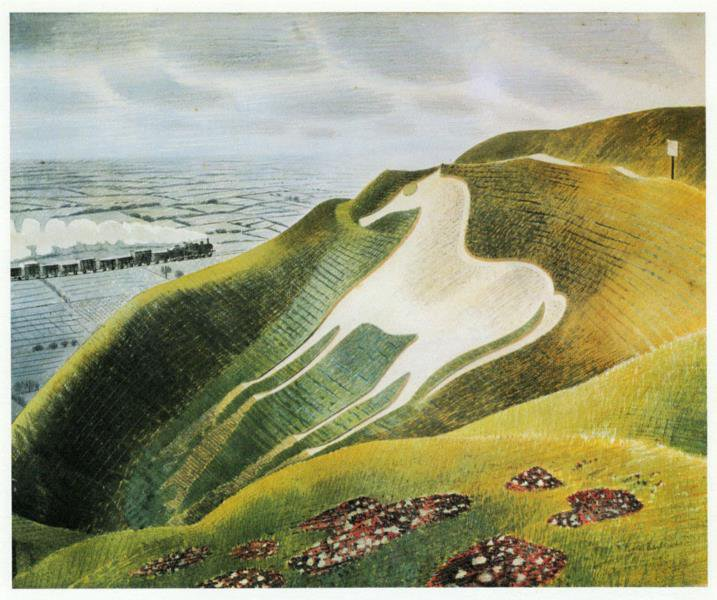
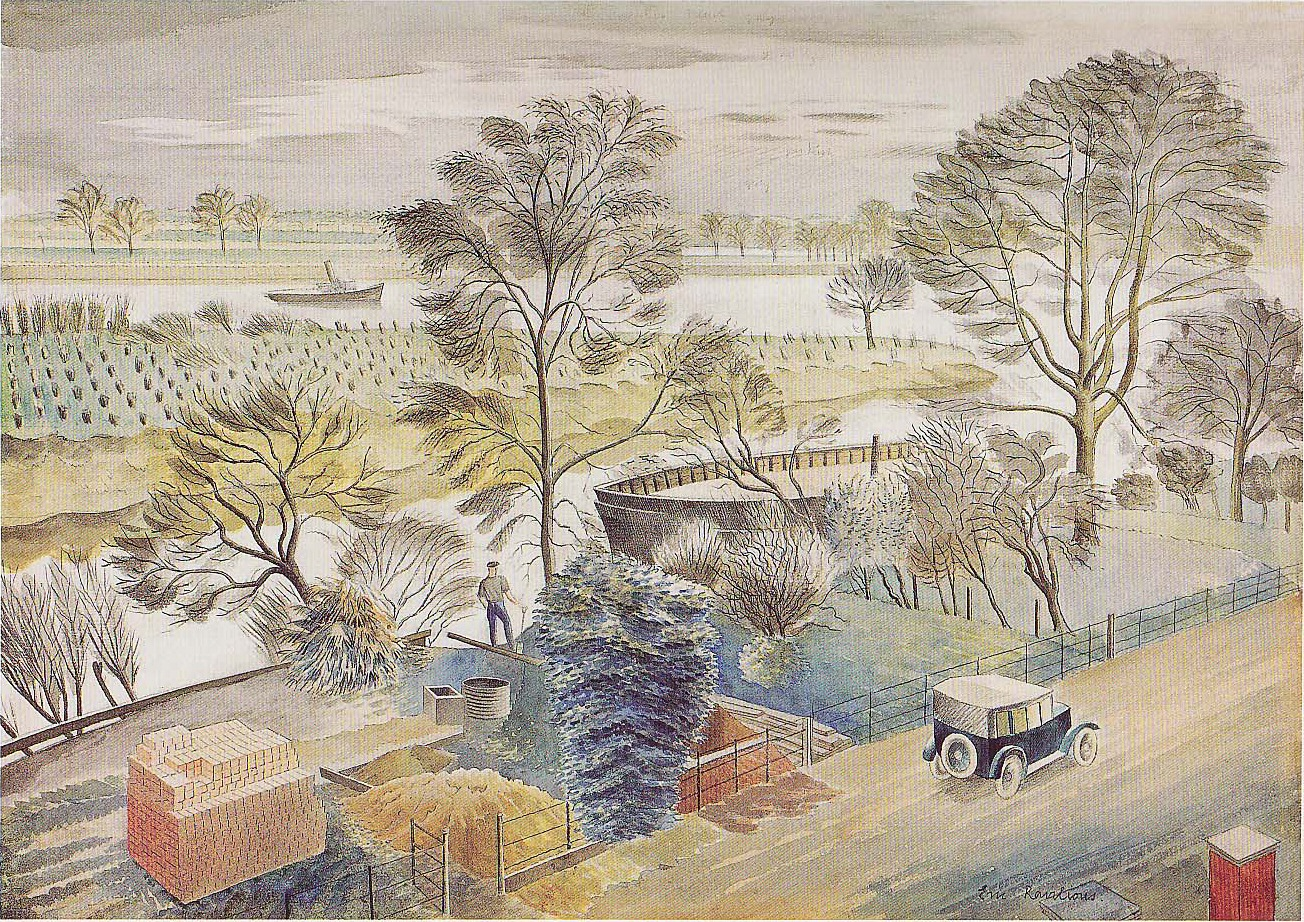